# Cècrops II
Cècrops (en grec antic Κέκροψ, "Kékrops") va ser el setè rei llegendari o semi-llegendari d'Atenes. En el seu regnat va tenir lloc la gesta de Perseu que va matar Medusa i va alliberar Andròmeda.
Cècrops era fill de Pandíon, rei d'Atenes i possiblement de Zeuxipe i, per tant, germà d'Erecteu, Butes, Procne i Filomela. En algunes tradicions, els seus pares eren Erecteu i la nàiade Praxítea i, per tant, era germà de Pandoros, Mecíon, Procris, Creüsa, Ctònia i Oritia.
Cècrops es va casar amb Metiadusa, amb qui va tenir un fill, Pandíon, que el va succeir.

## Mitologia
Quan Posidó va destruir Erecteu i la seva casa durant la guerra entre Atenes i Eleusis, els seus quatre fills es van disputar el tron. Van elegir un àrbitre, Xutos, que era cunyat seu i va elegir com a rei a Cècrops, que era el fill gran. Els altres fills el van expulsar d'Atenes i va marxar a Acaia.